# اسکات بیوان
اسکات بیوان (انگلیسی: Scott Bevan؛ زادهٔ ۱۹ سپتامبر ۱۹۷۹) بازیکن فوتبال اهل بریتانیا است.
از باشگاه‌هایی که در آن بازی کرده‌است می‌توان به باشگاه فوتبال استوک سیتی، باشگاه فوتبال ووکینگ، باشگاه فوتبال تورکی یونایتد، باشگاه فوتبال ایر یونایتد، باشگاه فوتبال ساوت‌همپتون، باشگاه فوتبال بریستول راورز، باشگاه فوتبال میلتون کینز دونز، باشگاه فوتبال کیدرمینستر هاریرس، باشگاه فوتبال هادرزفیلد تاون، باشگاه فوتبال تاموورث، باشگاه فوتبال وایکام واندررز، و باشگاه فوتبال شروزبری تاون اشاره کرد.